# لجنة القضاء على الفساد
هيئة القضاء على الفساد هي لجنة مكافحة الفساد في إندونيسيا التي تحاول تحرير الدولة من الفساد.

## الخلفية
بسبب انتشار الفساد في إندونيسيا فقد شكلت لجنة خاصة لمكافحته.

## وصلات خارجية
- KPK الموقع الرسمي للجنة